# Río Atoyac (Puebla)
El Río Atoyac es el nombre con el que se conoce la sección de origen del Río Balsas y a su paso por los estados de Puebla y Tlaxcala.

## Geografía
El río Atoyac recorre  22 municipios de su formación en la Sierra Nevada, en el estado de Puebla. El río penetra en el territorio del estado de Tlaxcala, de donde vuelve al territorio poblano para regar el extenso valle de Puebla-Tlaxcala, donde se unen las aguas del Zahuapan. 
En el sur del municipio de Puebla es embalsado, junto con el Alseseca en la presa Manuel Ávila Camacho, conocida también como presa de Valsequillo. 
El río prosigue su curso hacia el suroeste, atravesando los valles de Atlixco y Matamoros, donde el río Nexapa es integrado. 
Los tres valles constituyen la zona más poblada del estado de Puebla, y concentran buena parte de la actividad agrícola e industrial del estado.
Continúa por la mixteca poblana donde prende las aguas del Río Mixteco proveniente de Oaxaca.

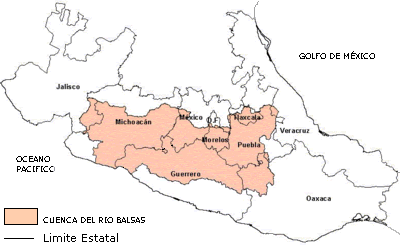
Balsas River basin

## Historia

### Río Atoyac San Francisco
El río Atoyac de San Francisco siempre fue un referente para la ciudad de Puebla, desde el trazado de la Angelópolis este sirvió como un eje sobre el cual se trazó, partiendo a la ciudad por mitad y sirviendo de referencia, al oriente barrios como Xonaca, Xanenetla, El Alto, La Cruz y Analco, mientras que al poniente se ubicaron las villas españolas. Al iniciar la construcción de infraestructura, puentes y calles con este vino su apogeo y el inicio de la industria, durante los siglos XVII, XVIII y XIX. En sus inicios la industria no contaminaba en gran medida ya que utilizaban al río como una fuerza natural, ocupando molinos solo se empleaba la fuerza mecánica del río, y el proceso de recuperación natural del río bastaba para mantenerlo en equilibrio.
Sin embargo con el paso del tiempo y la introducción de productos químicos industriales para teñir las telas; el río rompió su equilibrio, y el proceso natural de mantenimiento ya no fue suficiente, a esto hay que agregarle el aumento poblacional y el uso del río como lugar de desechos domésticos. Las primeras señales de que este equilibrio se estaba rompiendo se hizo notar a inicios del siglo XX cuando el río perdió su frescura natural, las aguas se tornaron turbias y se comenzaban a ver desechos circulando por el río, desembocando todos ellos en el río Atoyac, de ahí al lago de Valsequillo, para terminar en el río Balsas que conduce toda esta contaminación al Océano Pacífico.
Cuando el río perdió su aroma, el gobierno carecía totalmente de un plan para detener el deterioro, y lo que se hizo fue entubarlo, lo que representó un gran costo, económico, social, cultural pero sobre todo ecológico. El río ha permanecido así los últimos 51 años. Actualmente el río está muerto, las empresas y la sociedad lo sigue ocupando como una cloaca, y su recuperación se ve casi imposible, ya que sus demandas química y bioquímica de oxígeno son sumamente elevadas, de igual forma sus afluentes están contaminados.

## Contaminación del Río Atoyac

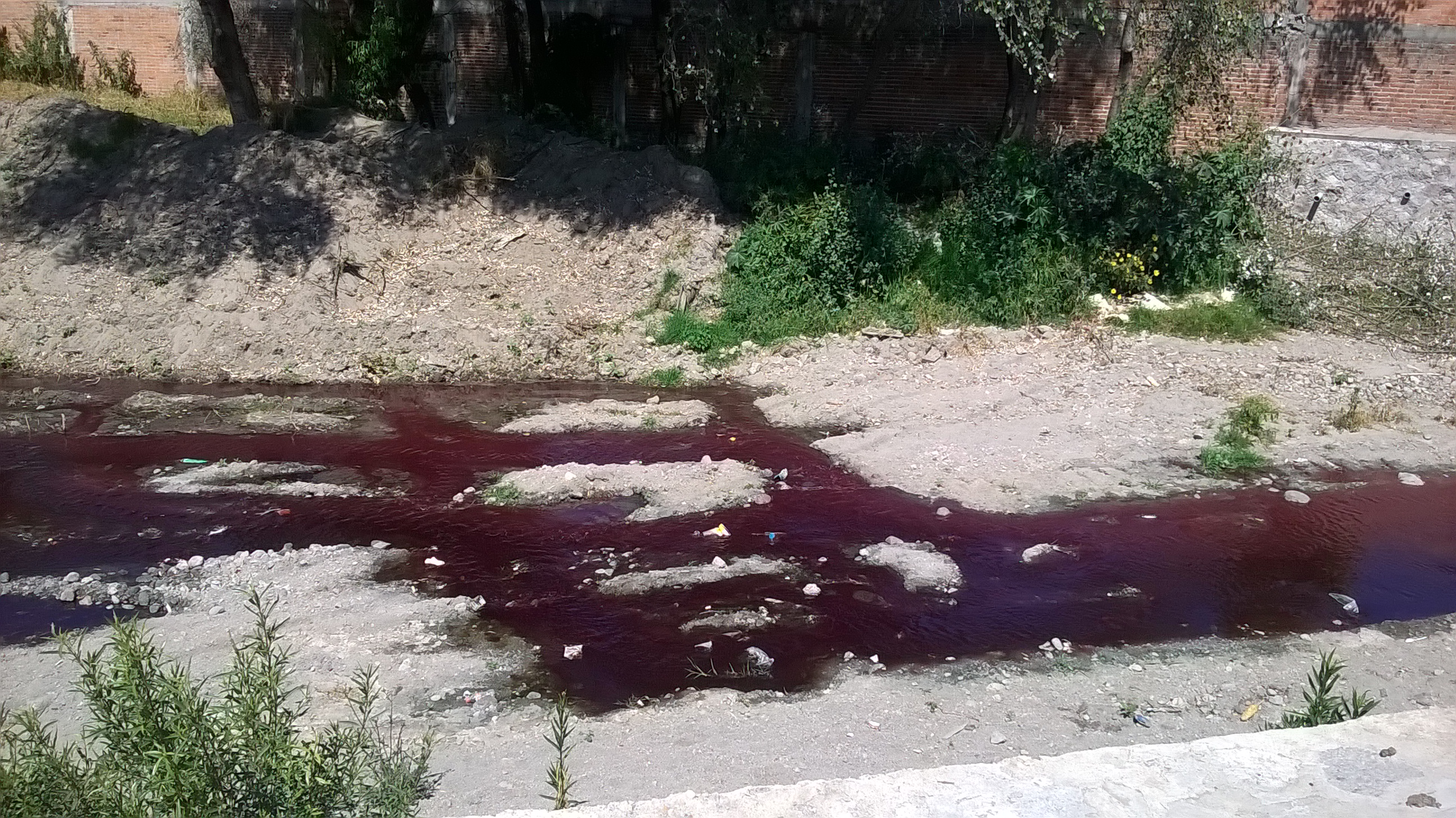
Contaminación del Río Atoyac

El río Atoyac es contaminado por 50 municipios de Tlaxcala y Puebla, que descargan sus aguas residuales al aire libre y por al menos mil industrias que no cuentan con plantas de tratamiento o no funcionan adecuadamente, y ello ha ocasionado que este afluente tenga al menos 25 sustancias nocivas y sea un foco de infección para las enfermedades como hepatitis, cáncer y cólera. Dentro de los principales causantes de contaminación se encuentran las ocasionados por descargas de compañías textiles, alimenticias, químicas y petroquímicas, de bebidas, metalmecánicas, automotrices y de autopartes y productoras de papel.
Utilizando cromatografía de gases con una columna C18, se pueden detectar sus principales componentes químicos, se encuentran plastificantes del tipo de los ftalatos, pesticidas como el Aldrin, y compuestos policíclicos aromáticos como el trifenilo y el crisano, y su aroma a azufre indica un alto contenido de sustancias reductoras, entre muchos otros desechos inorgánicos.
Para una recuperación integral del río no solo se necesitaría la voluntad, de igual forma se necesitaría de la cooperación de muchos sectores de la población y una serie de tratamientos tales como tratamientos biológicos, mecánicos y electroquímicos. A continuación se muestra un estudio realizado por el Laboratorio de Química Ambiental de la UDLAP en 1996 donde se puede ver una tabla con los principales componentes sólidos de este río:
- sólidos totales = 0,0551 g/50 ml
- sólidos totales volátiles = 0,0221 g/50 ml
- sólidos totales fijos = 0,033 g/50 ml
- sólidos suspendidos totales = 0,00750 g/100 ml
- sólidos suspendidos volátiles = 0,0082 g/100 ml
- sólidos suspendidos fijos = 0,00069 g/100 ml
- sólidos disueltos = 0,1027 g/100 ml
- sólidos sedimentables = 4 ml/l
- conductividad = 1340

### Diferencial histórico
El desarrollo industrial y la urbanización dejan huellas de gran importancia en el medio ambiente, una de las más impactantes tanto en la sociedad como en los distintos ecosistemas es la huella hidrológica. En el caso del río Atoyac, es importante analizar el contraste ambiental originado por la industria y el desarrollo social, pues gracias a este los habitantes de algunas regiones de los estados de Puebla y Tlaxcala se abastecen de agua. De acuerdo con lo antes mencionado, es posible puntualizar las diferencias más notables entre el estado prístino y el estado actual de río Atoyac, estando entre éstas:
- el color del agua: originalmente el agua era cristalina o incolora y actualmente presenta un color negro.
- el olor del agua: originalmente el agua era completamente inodora, mientras que en la actualidad presenta un olor desagradable, putrefacto, en ciertas partes ese olor a putrefacción se mezcla con el olor sulfuroso de las aguas sulfurosas de Puebla.
- la densidad del agua: originalmente la densidad del agua del río sólo era modificada por las pocas sales minerales y demás compuestos comúnmente presentes en las aguas dulces; sin embargo, hoy en día el agua también contiene grandes cantidades de metales y sustancias ajenas a ella como consecuencia de los desechos industriales y domésticos que desembocan en el río a través de los drenajes.
- Los ecosistemas que habitaban el río y sus alrededores han emigrado o desaparecido, el paisaje se ha modificado de forma que ahora solo podemos ver pastizales y uno que otro árbol sobreviviente a la contaminación.

## Saneamiento
Intentos de limpieza previos.
El gobierno poblano intentó limpiar el rio varias veces pero todas han fallado.  Desde 2017 el gobierno poblano intento imponer multas a las empresas que lo contaminen sin resultados.
El plan para el saneamiento y restauración ecológica del río Atoyac de 2025 incluirá la construcción de 
humedales,
acciones de reforestación, así como 
la rehabilitación de plantas de tratamiento, 
indicó el titular de la Comisión Nacional del Agua (Conagua), Efraín Morales López en 2024 en el marco del Plan Nacional Hídrico.
Las acciones serán 
- la construcción y rehabilitación de plantas de tratamiento y colectores,
- construcción de líneas para reúso de agua,
- eliminación de descargas contaminantes. Además de
- instalación del sistema para monitoreo de calidad de agua,
- reforestación y
- restauración, creación de humedales.